# Mussurana quimi
Mussurana quimi är en ormart som beskrevs av Franco, Marques och Puorto 1997. Mussurana quimi ingår i släktet Mussurana och familjen snokar. Inga underarter finns listade i Catalogue of Life.
Arten förekommer i sydöstra Brasilien från Salvador i norr till Joinville i syd och västerut till östra Paraguay och nordöstra Argentina. En avskild population lever några hundra kilometer norr om Brasilia och den utgör kanske en obeskriven art. Mussurana quimi lever i kulliga områden mellan 250 och 500 meter över havet. Arten vistas i fuktiga delar av busklandskapet Cerradon. Den håller sig vanligen nära skogskanter och galleriskogar. Denna orm besöker även områden som tidvis översvämmas och som liknar marskland.
Individerna jagar små däggdjur som kompletteras med ödlor och andra ormar. Honor lägger ägg. I delstaten São Paulo läggs äggen i september och oktober med 7 till 26 ägg per tillfälle.
I Paraguay och Argentina byggdes några dammbyggnader vad som påverkade beståndet negativt. Andra hot är inte kända. IUCN listar arten som livskraftig (LC).